# Кочнева, Анастасия Робертовна
Анастасия Робертовна Кочнева (род. 29 мая 1978 года) — российская пловчиха в ластах.

## Карьера
Подводным плаванием начала заниматься с 1985 года у тренера Е. К. Михайловой, с 1993-го тренируется под руководством В. В. Иваницкого. В 1992 году выполнила норматив кандидата в мастера спорта, в 1994-м — мастера спорта России по плаванию в ластах. В 1998 году ей выполнила норматив мастера спорта международного класса (приказ N 39-м от 15.10.1998 г.).
Член сборной команды России с 2000 года. Чемпионка России (2000-й — в трёх дисциплинах, 2001-й — в двух дисциплинах), серебряный призёр чемпионата России (2000 и 2004 годов), бронзовый призёр чемпионата России (2000, 2002, 2003, 2004 годов). Серебряный и бронзовый призёр Кубка Европы (1998 год). Серебряный и бронзовый призёр чемпионата мира (2000 год). Четырёхкратная чемпионка Европы и трёхкратная рекордсменка Европы (2001 год). Двукратная победительница 6-х Всемирных игр по неолимпийским видам спорта в Японии (2001 год). Обладатель кубка России (2001 и 2005 года).
Закончила Красноярское училище (техникум) олимпийского резерва. С 1996 года также занимается тренерской работой. Тренер-преподаватель высшей категории. В 2006 году была удостоена звания заслуженный мастер спорта России
В 2000 году закончила Сибирскую государственную академию физической культуры города Омска.
Воспитанники: Яровицкая Вера(МСМК), Мельникова Елизавета(МСМК), Данилов Василий(МС), Кузнецова Алена(КМС), Аникина Екатерина(МС).